# Dodona Planum
Il Dodona Planum è una struttura geologica della superficie di Io.